# Māmallapuram
Māmallapuram (franska: Mahâballipuram, engelska: Mahabalipuram, tamil: மாமல்லபுரம்) är en ort i Indien.   Den ligger i distriktet Kancheepuram och delstaten Tamil Nadu, i den södra delen av landet, 1 800 km söder om huvudstaden New Delhi. Māmallapuram ligger 11 meter över havet och antalet invånare är 12 415.
Vid staden finns världsarvet Monumentgrupper i Mahabalipuram.
Terrängen runt Māmallapuram är mycket platt. Havet är nära Māmallapuram åt sydost.  Māmallapuram är det största samhället i trakten.